# Sharaku

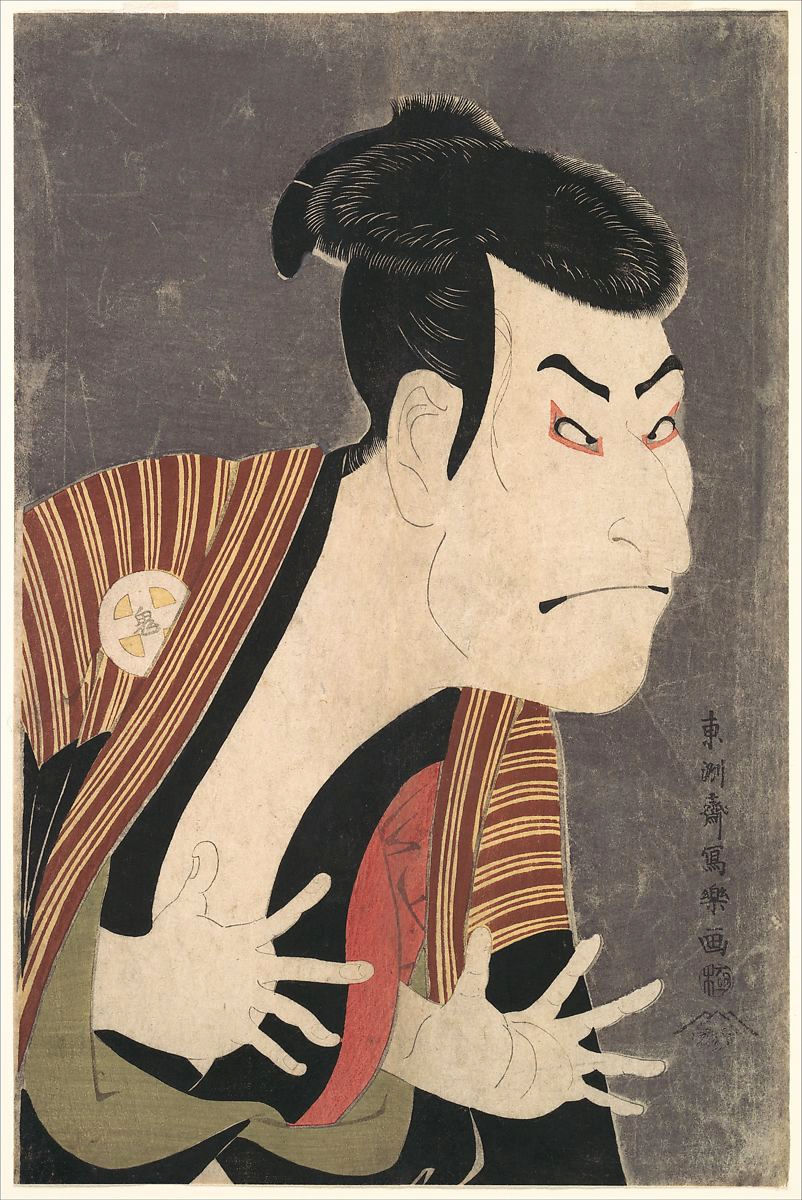
Ōtani Oniji III trong Vai Người phục vụ Edobei, in màu nishiki-e, 1794

Tōshūsai Sharaku (tiếng Nhật: 東洲斎 写楽; hoạt động từ 1794 đến 1795) là một họa sĩ thiết kế ukiyo-e Nhật Bản, được biết đến qua những bức chân dung diễn viên kịch kabuki. Cả tên thật và ngày sinh của ông hiện đều không rõ. Thời gian Sharaku hoạt động như một nghệ sĩ mộc bản chỉ vỏn vẹn mười tháng; sự nghiệp của ông cũng gặp nhiều trắc trở và cuối cùng kết thúc của nó cũng đột ngột và bí ẩn như lúc bắt đầu. Tuy nhiên các tác phẩm mà ông để lại có thể coi là tượng đài trong thể loại ukiyo-e.
Sharaku là một trong những nghệ sĩ yakusha-e nổi tiếng và có tầm ảnh hưởng nhất cùng với Kiyonobu; ông hoạt động khoảng một thế kỷ sau Kiyonobu, cả hai đều được coi là những người đi tiên phong, cũng như đạt tới đỉnh cao trong việc thể hiện đề tài kabuki. Chủ đề của Sharaku hầu hết về các bức chân dung yakusha-e của các kịch sĩ. Các tác phẩm được thể hiện táo bạo và tràn đầy năng lượng, với một chủ nghĩa hiện thực khác thường so với những họa sĩ đương thời như Utamaro, tiêu biểu với các tác phẩm về mỹ nữ họa (miêu tả vẻ đẹp ước lệ của người phụ nữ). Trong khi Sharaku không ngần ngại thể hiện những chi tiết tầm thường, những biểu cảm tột cùng, mang tới một làn sóng mới cùng phong cách độc đáo không thể nhầm lẫn. Chỉ với các bản chân dung, Sharaku dễ dàng chiếm vị trí đặc biệt nhất đối với cả dòng nghệ thuật ukiyo-e nói chung.
Tuy nhiên, phong cách này lại không được nhiều nghệ sĩ khác theo đuổi và chỉ có thể nhìn thấy trong chính các tác phẩm do ông tạo ra, vào khoảng thời gian cực kỳ ngắn giữa năm 1794 và 1795. Thêm vào đó, lối thể hiện này không hợp với thị hiếu công chúng lúc đó, điều này khiến ông phải ngừng hoạt động vào đầu năm 1795 trong bí ẩn. Phải mãi đến thế kỷ 19, 20 các tác phẩm của ông mới được đón nhận đúng mực. Tuy không được đào tạo về chuyên môn nhưng sự thông thạo của ông đã thu hút nhiều suy đoán, các nhà nghiên cứu từ lâu đã cố gắng tìm hiểu danh tính thực sự của ông qua hàng tập các tài liệu, một số người cho rằng ông là một nhà thơ ẩn danh, số khác lại cho là nghệ sĩ kịch Noh, hay thậm chí có thể là bậc thầy ukiyo-e Hokusai.

## Bối cảnh

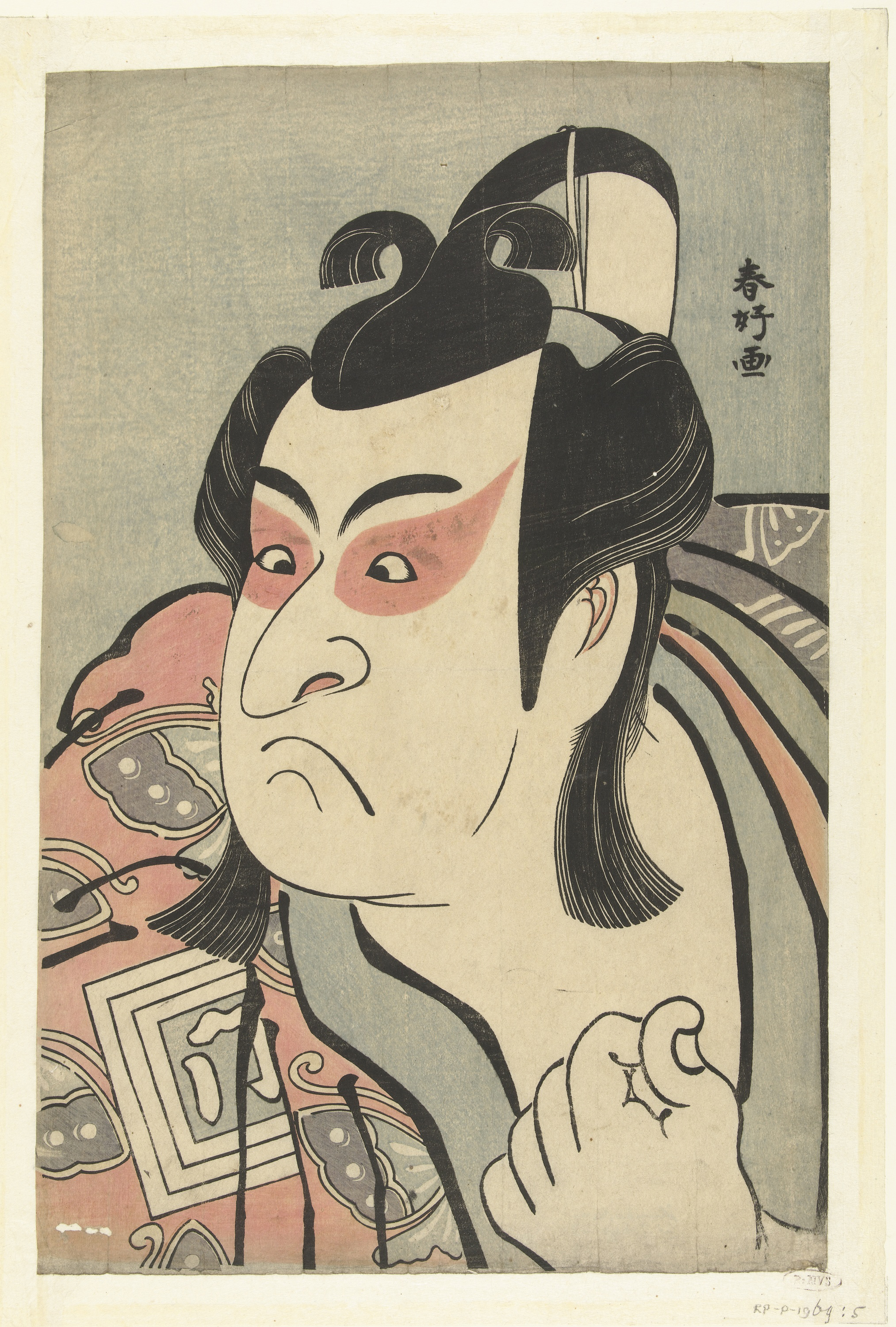
Ichikawa Monnosuke II trong vai Soga no Gorō (1789) của Shunkō, người tiên phong trong ōkubi yakusha-e mô tả chân dung của các diễn viên

Nghệ thuật Ukiyo-e phát triển mạnh mẽ ở Nhật Bản trong thời kỳ Edo từ thế kỷ 17 đến 19. Các loại hình nghệ thuật chủ yếu về du nữ, kịch sĩ kabuki, và mô tả thế giới ukiyo "thế giới nổi" cùng lối sống tại các khu phố đèn đỏ. Bên cạnh những bức tranh, in mộc bản cũng được coi là một hình thức chính của thể loại này. Nghệ thuật Ukiyo-e hướng đến tầng lớp thương nhân nằm dưới cùng của giai cấp xã hội, đặc biệt là tại thủ đô hành chính Edo (Tokyo hiện nay). Dựa vào chất lượng khán giả, chủ đề, tính thẩm mỹ và tính chất sản xuất hàng loạt khiến nó không được coi là một môn nghệ thuật nghiêm túc.
Sau giữa thế kỷ 18, các bản in nishiki-e đủ màu sắc trở nên phổ biến, một số lượng lớn các mộc bản được in riêng biệt cho mỗi màu. Cuối thế kỷ 18 là thời gian mà các nhà phê bình đánh dấu mốc cho chất lượng chung của các tác phẩm. Shunshou của trường Katsukawa đã tiên phong cho "tranh đầu lớn" ōkubi-e vào những năm 1760. Ông và các thành viên khác của trường Katsukawa phổ biến phong cách ōkubi yakusha-e để miêu tả các diễn viên Kabuki và đồng thời phủ một lớp mica ở hậu nền để tạo hiệu ứng lấp lánh sang trọng. Trái ngược với các bản in của các diễn viên trước đó, sử dụng các đặc điểm, động tác và tư thế rập khuôn của các kịch sĩ ẩn danh, ōkubi yakusha-e nhắm đến những gương mặt nổi tiếng, dễ nhận biết.
Các tác phẩm của Tōshūsai  Sharaku xuất hiện vào giữa thời kỳ Kansei(1789-1801), thời gian mà đất nước đang phải đối mặt với nền kinh tế khó khăn. Cùng với đó mạc phủ cũng vừa ban hành những chính sách như cải cách Kansei nhằm tăng cường quyền lực phong kiến trong hệ thống Mạc phủ. Một số chính sách hạn chế thời trang xa hoa, và các nhà hát Kabuki phải đối mặt với sự kiểm soát chặt chẽ về truyền thông và giới hạn thu nhập của các diễn viên. Tuy nhiên, nghệ thuật cuối thời Edo phát triển mạnh mẽ, các tác phẩm mới và những diễn viên nổi tiếng liên tục xuất hiện trong nhà hát kabuki, nơi các buổi biểu diễn hiện thực thịnh hành. Yakusha-e đặc biệt nhấn mạnh vào tính cá nhân của các diễn viên, công chúng giờ đây mong muốn những bức tranh về chân dung của các diễn viên,  thay vì những hình ảnh rập khuôn như trước, chẳng hạn như những tác phẩm của trường Torii từng thống trị.

## Sự nghiệp
Hơn 140 bản in đã được cho là tác phẩm của Sharaku; phần lớn trong số đó là chân dung của các kịch sĩ hoặc tả cảnh trong nhà hát kabuki, còn lại hầu hết là về các đô vật sumo hoặc những chiến binh. Các bản in đều thể hiện trong kích cỡ in chung aiban, hosoban, và ōban.  Chúng được chia thành bốn thời kỳ. [12] Các bản in của hai thời kỳ đầu được ký tên "Tōshūsai Sharaku", hai bản sau chỉ là "Sharaku". Các kích thước in ngày càng nhỏ dần và chuyển từ bán thân tập trung sang chân dung toàn bộ. Miêu tả trở nên ít biểu cảm và thực tế hơn. Hai bộ lịch có niên đại từ năm 1789 và bộ ba chiếc quạt trang trí vào cuối 1803 được cho là thuộc về Sharaku, nhưng vẫn chưa được chấp nhận là tác phẩm đích thực của ông. Danh tiếng Sharaku chủ yếu dựa trên các bản in trước đó; là những tác phẩm hoàn thiện trước tháng 11 năm 1794, còn lại về sau đều bị coi thua kém về mặt nghệ thuật.

### Giai đoạn đầu
28 bản in ōban đầu tiên là đánh dấu sự khởi đầu vào tháng năm  của năm Kansei 6 (năm 1794). [12] Mô tả các kịch sĩ từ những vở kịch kabuki được biểu diễn tại ba nhà hát: Hana-ayame Bunroku Soga tại Miyako-za; Katakiuchi Noriyaibanashi và jōruri Hana-shōbu Omoi no Kanzashi tại Kiri-za; và kiri-kyōgen Yoshitsune Senbon Zakura tại Kawarazaki-za. Những bản in này thường là ōkubi yakusha-e trên nền mica đen, tạo bởi một đường nét chính xác, tinh tế và màu sắc đơn giản. Những bản đầu tiên này đều có các biến thể khác nhau và với nhiều lần sao in cho thấy trúng tương đối có giá trị.

Các bản chân dung kabuki thời kỳ đầu
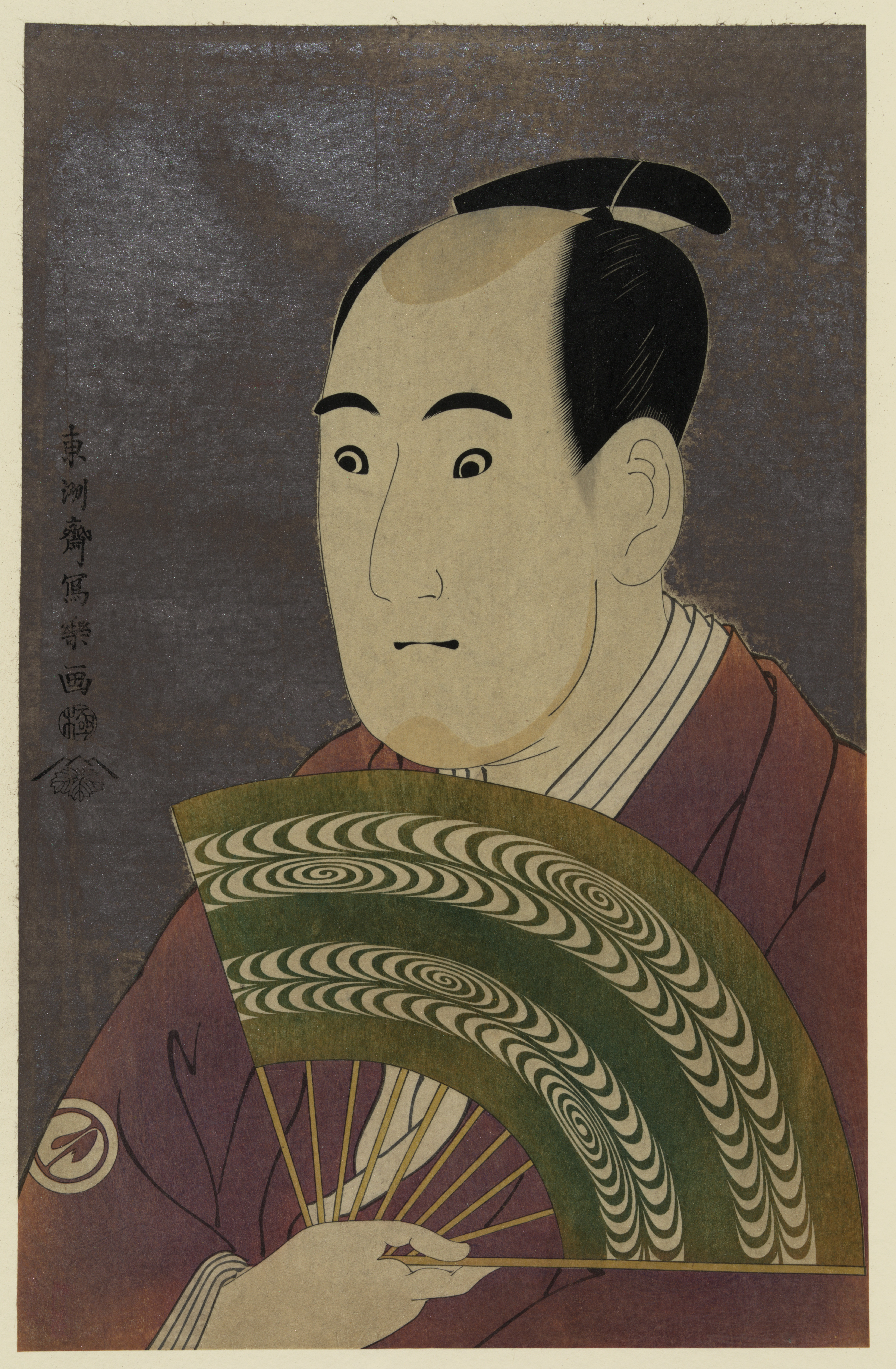
Sawamura Sōjurō III trong vai Ogishi Kurando
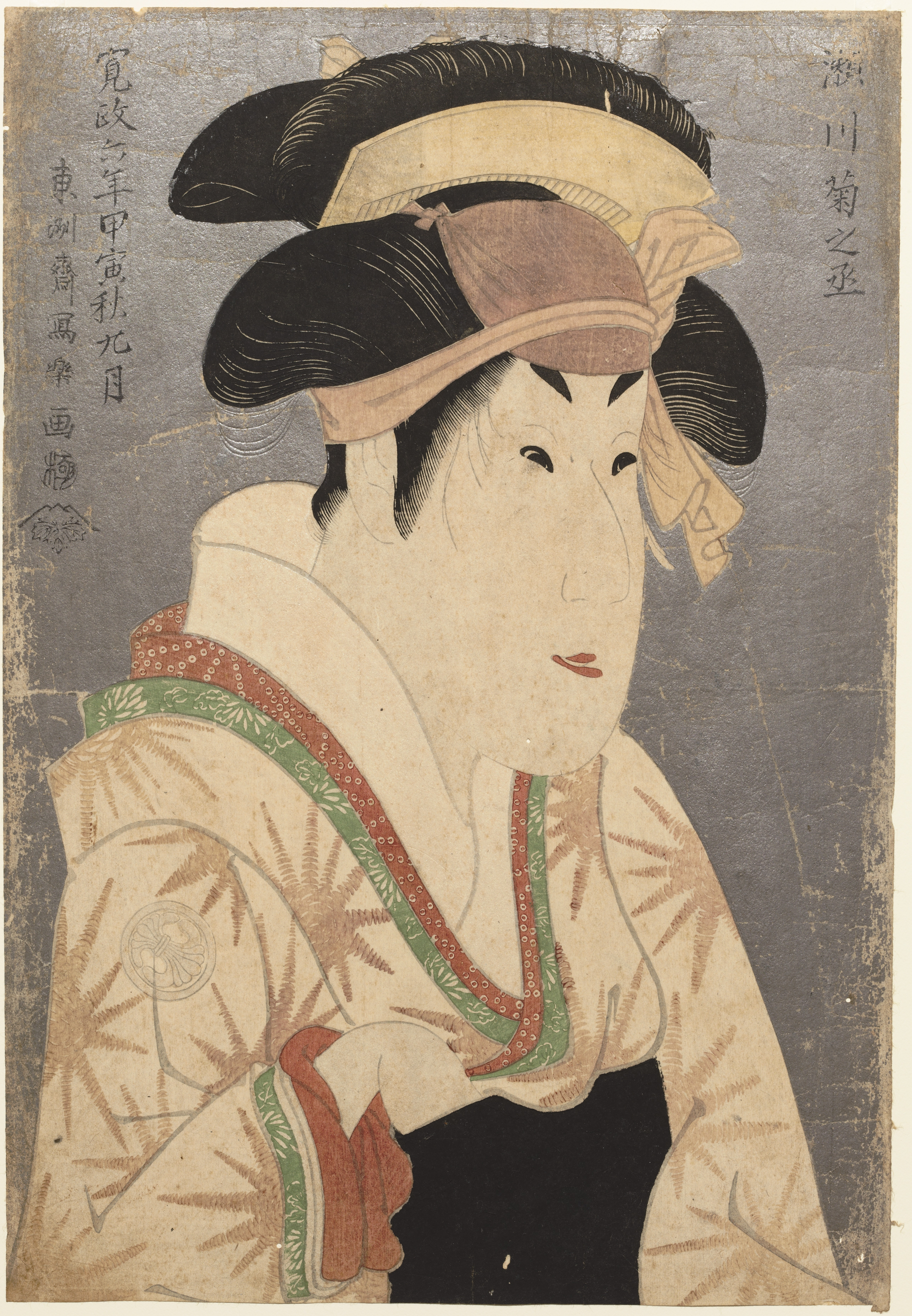
Segawa Kikujurō III trong vai Oshizu, Vợ của Tanabe
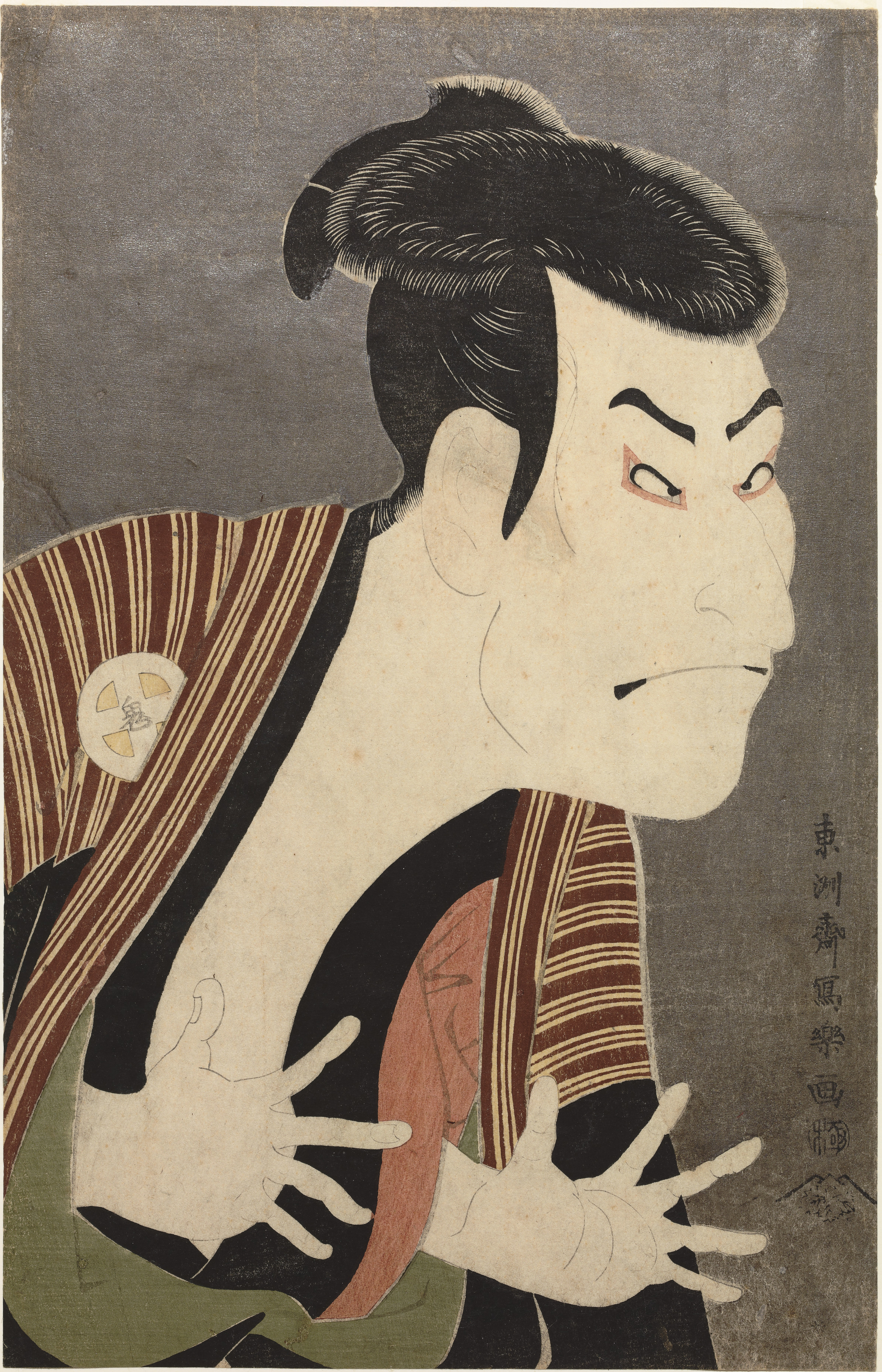
Ōtani Oniji III trong vai Yakko Edobei
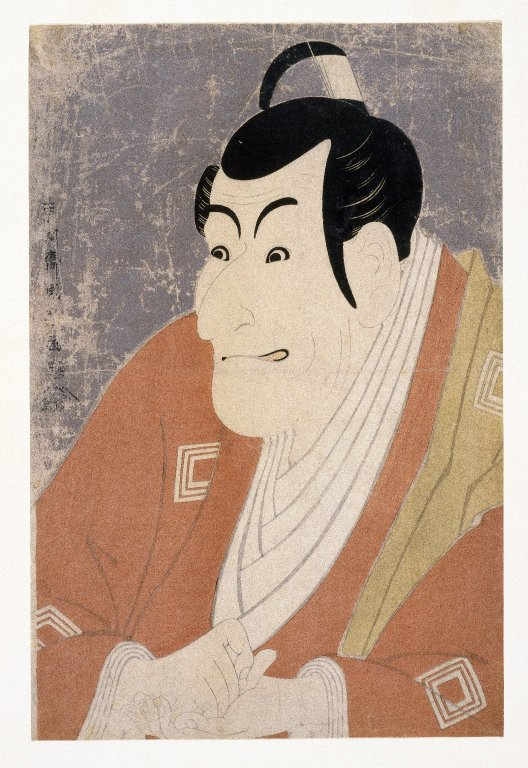
Ichikawa Ebizo IV trong vai Takemura Sadanoshin

### Giai đoạn thứ hai
8 bản in ōban và 30 bản hosoban tạo nên giai đoạn thứ hai từ tháng 7  đến tháng 8  năm Kansei 6 (1794) [12] bao gồm:
- 16 bản từ vở kịch jidai-kyōgen Keisei Sanbon Karasaka tại Miyako-za vào tháng bảy;
- 10 bản từ hai vở Nihon Matsu Michinoku Sodachi và jōruri Katsuragawa Tsuki no Omoide tại Kawarazaki-za vào tháng bảy;
- 11 bản khác bao gồm các vở jidai-kyōgen Shinrei Yaguchi no Watashi, Yomo no Nishiki Kokyō no Tabiji, và jōruri Tsuki no Mayu Koi no Monaka tại Kiri-za vào tháng tám;
- Và một bức chân dung của phát thanh viên Shinozuka Uraeimon tại Miyako-za.[14]

Trong số 8 bản in ōban, 7 trong số đó là chân dung các cặp diễn viên;  Còn lại là về phát thanh viên tại Miyako-za, cũng là một bản yakusha-e toàn thân duy nhất trong các tác phẩm của Sharaku. Chỉ có một trong số bản ōban này sử dụng mica đen là về cặp diễn viên Ichikawa Komazō III trong vai Kameya Chūbei và Nakayama Tomisaburō trong vai Umegawa từ Tsuki no Mayu Koi no Monaka. Các bản in hosoban còn lại đều là các chân dung toàn thân của một kịch sĩ đơn lẻ trên nền vàng, riêng của Ōtani Oniji II trong vai Kawashima Jibugorō và Ichikawa Omezō I vai Tomita Hyōtarō trên nền xám.

Bản in giai đoạn thứ hai
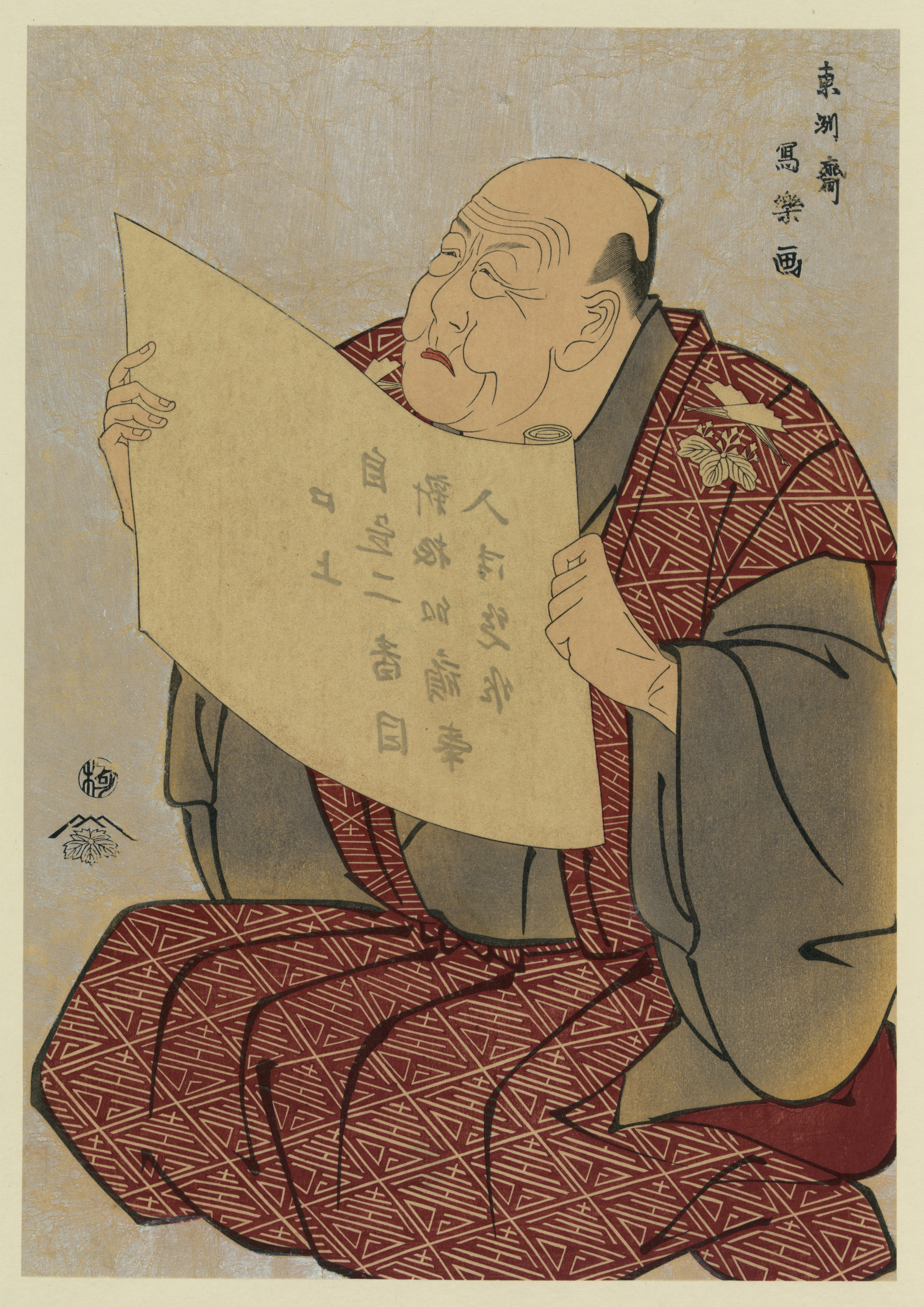
Phát thanh viên Shinozuka Uraeimon tại Miyako-za
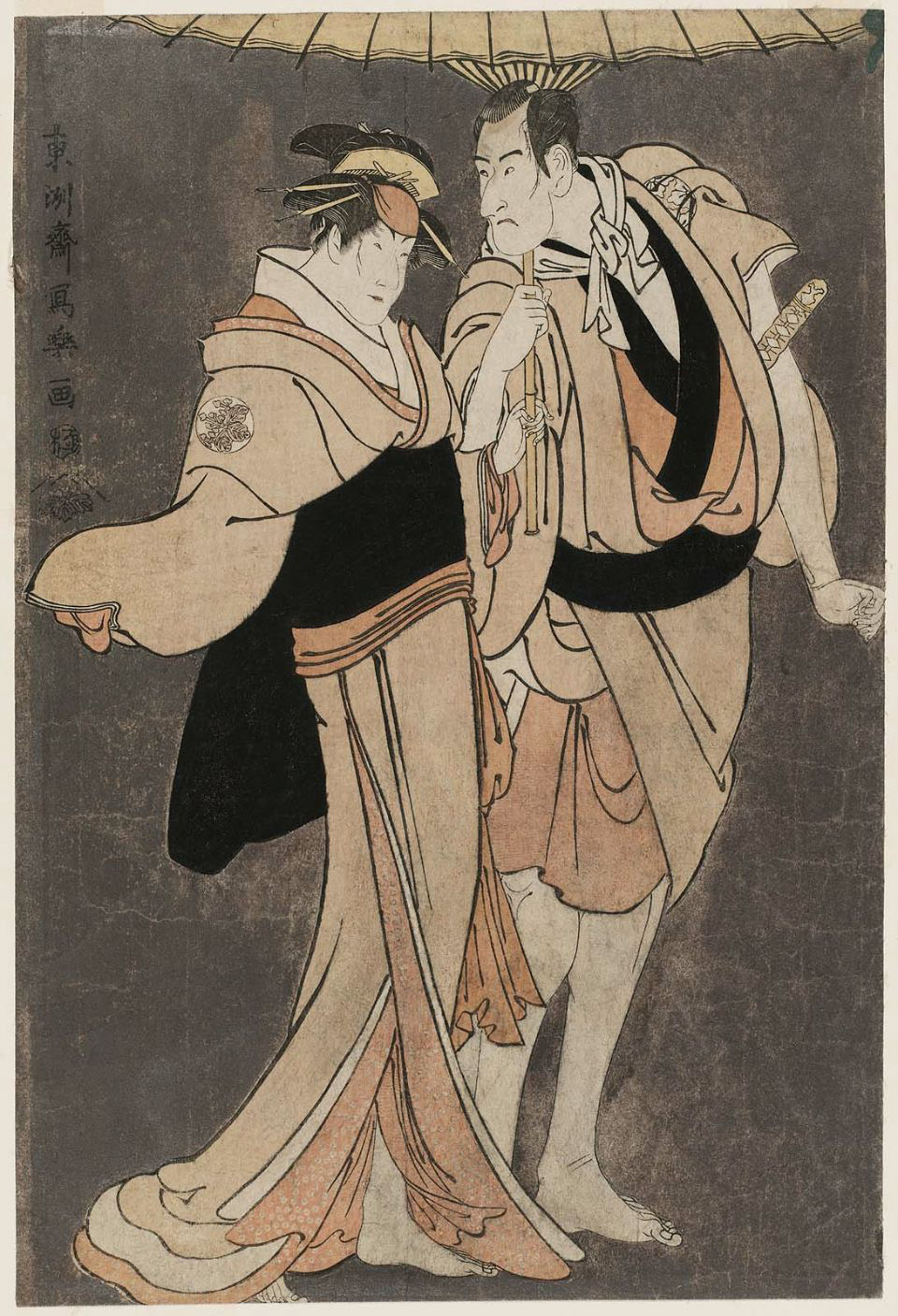
Ichikawa Komazou III trong vai Kameya Chūbei cùng Nakayama Tomisaburō trong vai Umegawa
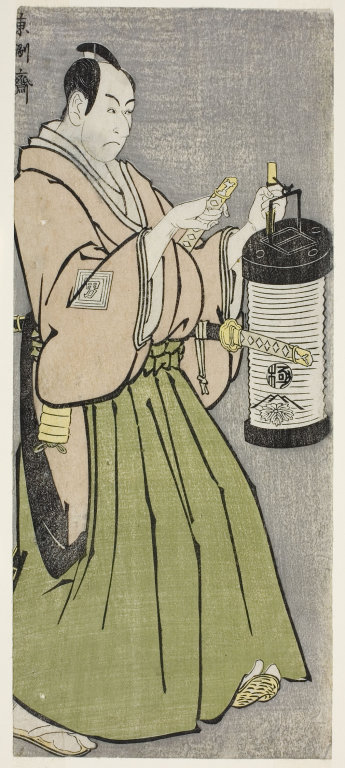
Ichikawa Omezou với vai diễn Tomita Hyōtarō
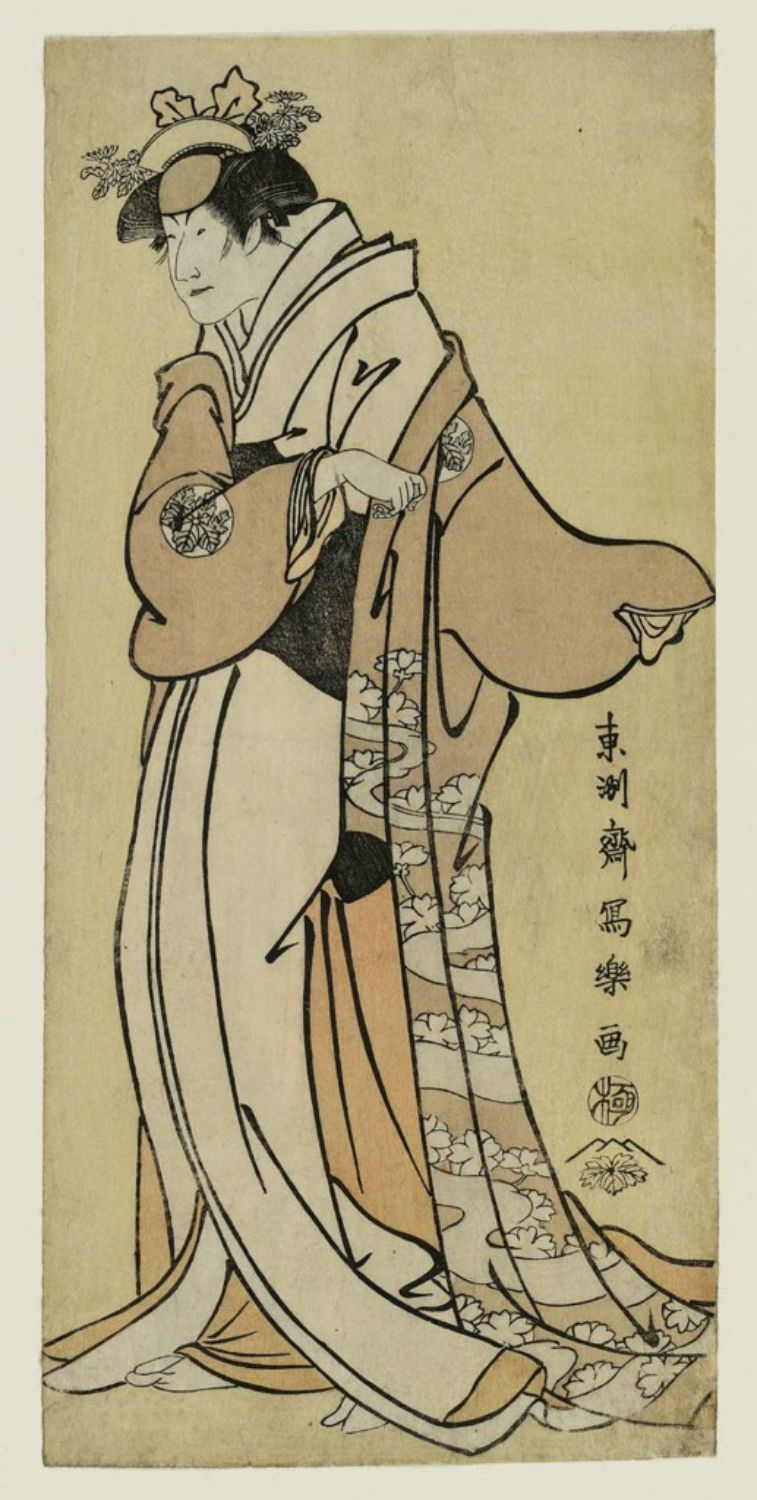
Nakayama Tomisaburou trong vai Tsukuba Gozen
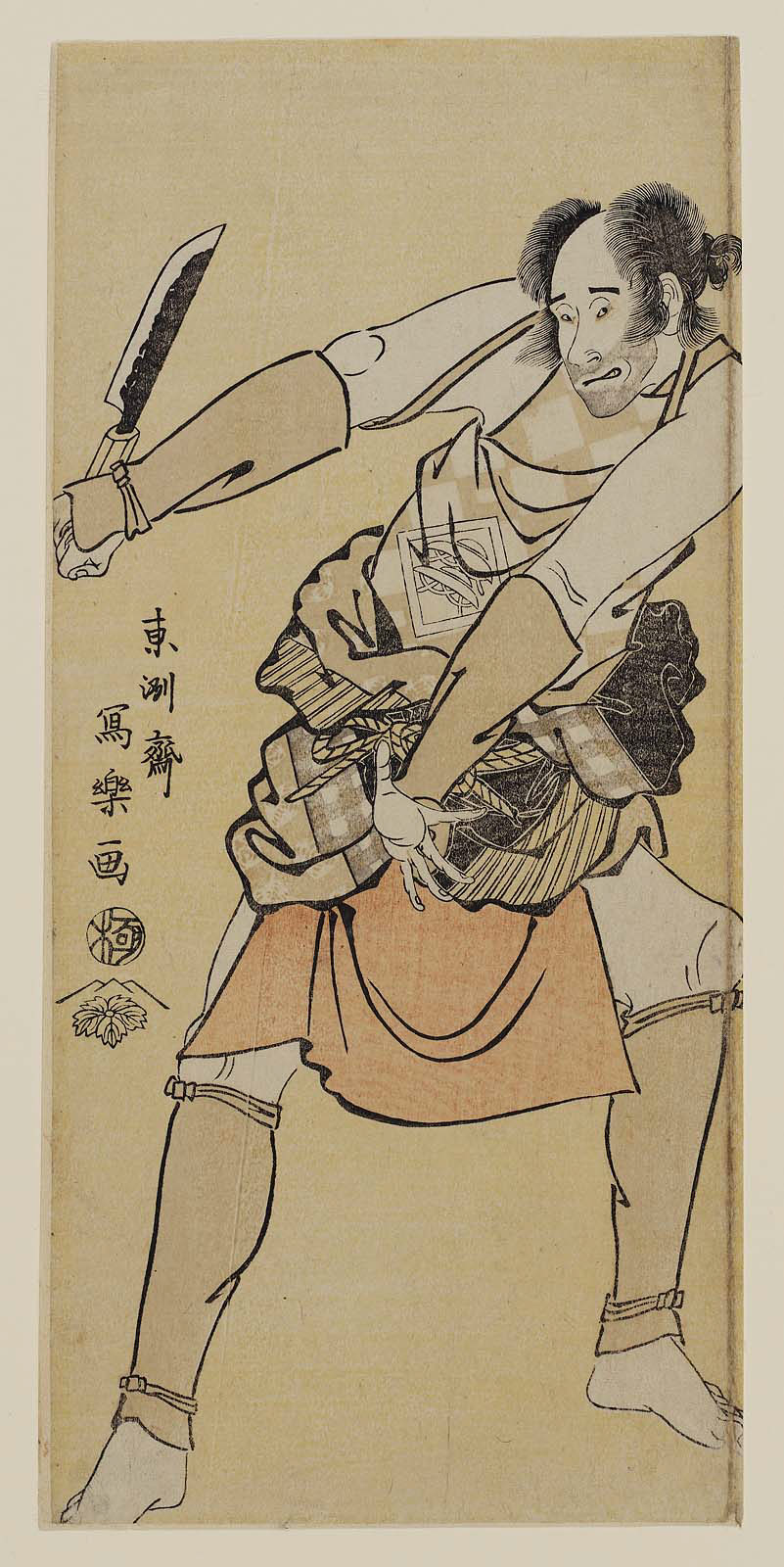
Nakajima Kanzou trong vai Negoto no Chōzou

### Giai đoạn thứ ba
47 hosoban, 13 aiban và 4 bản in ōban tạo nên giai đoạn (1794–1795). [12] Bắt đầu từ tháng mười một  năm Kansei 6:
- 18 bản Oshukubai Koi no Hatsune tại Miyako-za;
- 21 bản in về Otokoyama Oedo no Ishizue và jōruri Shinobu Koi Suzume no Irodoki tại Kiri-za;
- 15 bản in về Matsuhamisa Onna Kusunoki và jōruri Kagurazuki Iwai no Iroginu tại Kawarazaki-za;
- 4 bản về đô vật sumo, một trong số đó là tam liên họa;
- Và hai là một bản họa tưởng niệm Ichikawa Monnosuke II [ja].

Vào tháng 11 nhuận :
- 3 bản in về Hana no Miyako Kuruwa no Nawabari tại Miyako-za.

Vào thời gian này, tính nghệ thuật và tính cá nhân được miêu tả trong các tác phẩm xuống cấp rõ rệt.

Hầu hết các bản in hosoban đều có phông nền là cây cỏ hoặc khung cảnh sân khấu, số ít khác là nền vàng. Sharaku vẫn đặt trọng tâm là các tư thế nối tiếp nhau như trước đây, tuy nhiên việc xuất hiện nhiều chi tiết phụ đã làm giảm đi sự chú ý tới biểu cảm của các kịch sĩ. Trong khi các bản in aiban lại thể đặc trưng của Sharaku, chúng tập trung vào phần thân trên và nét mặt giữa một nền trống, cụ thể là nền vàng.

Các bản in giai đoạn thứ ba
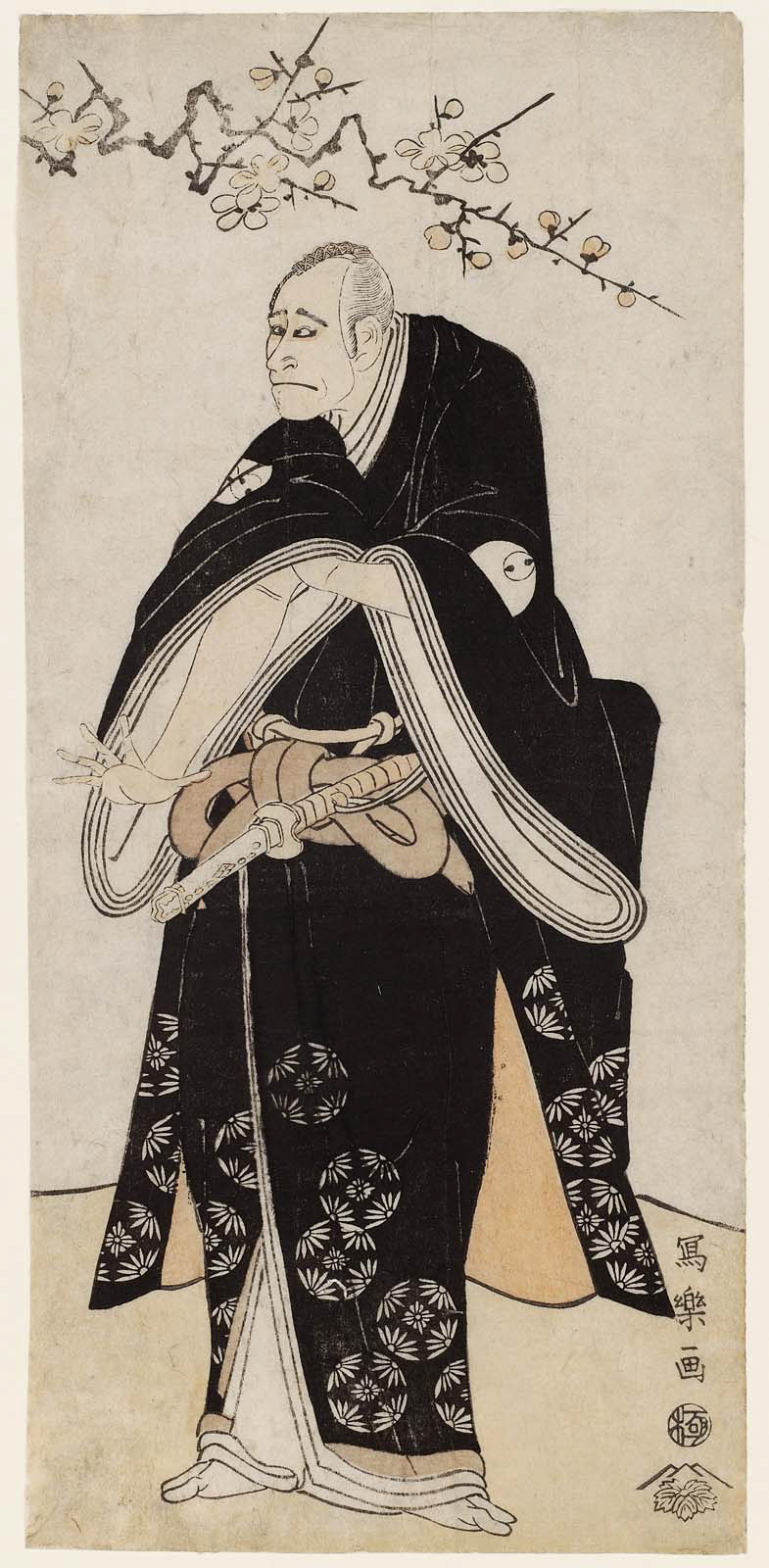
Arashi Ryūzō II trong vai Ōtomo Yamanushi
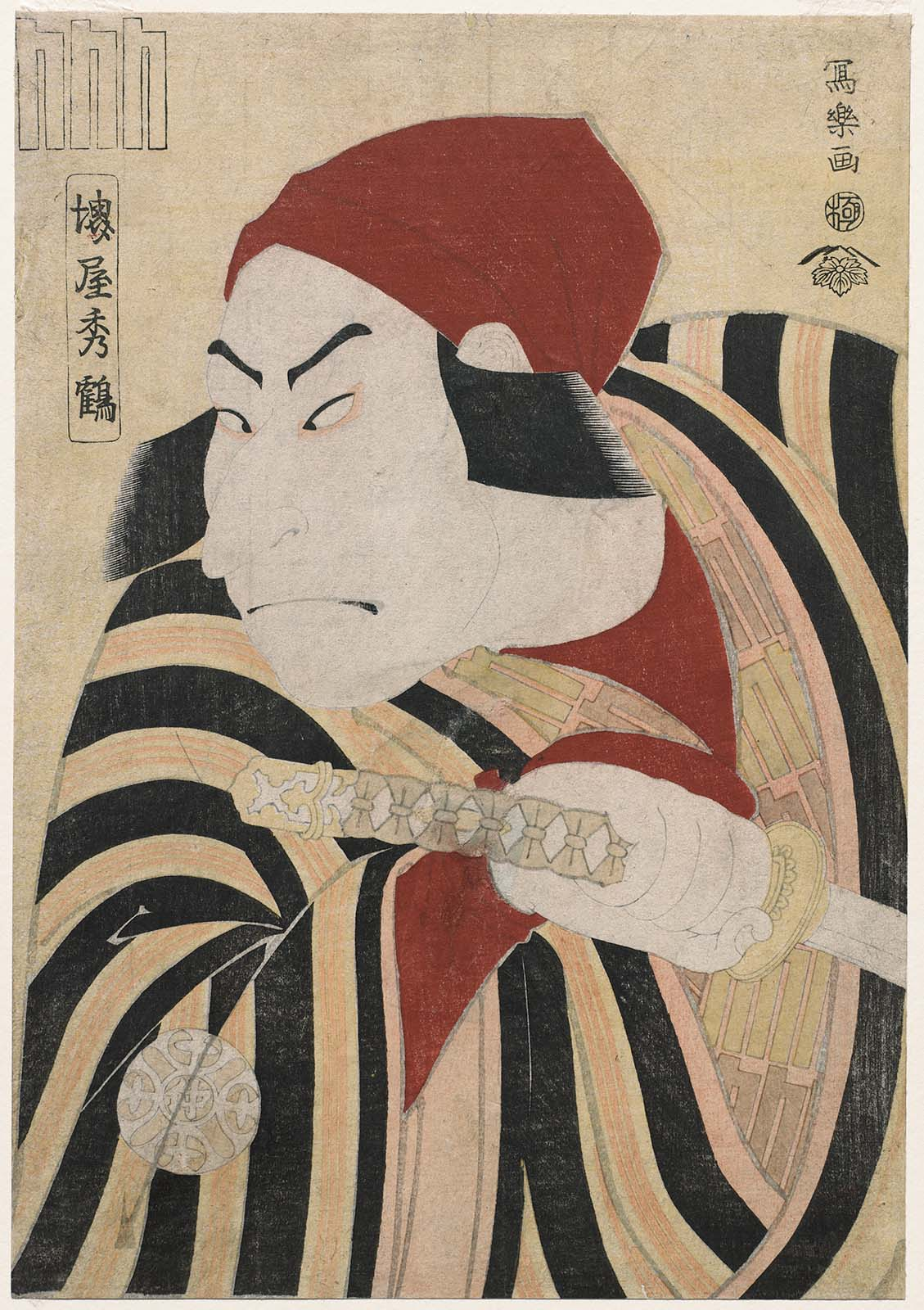
Nakamura Nakazō II trong vai Hoàng tử Koretaka, đóng giả người nông dân Tsuchizō
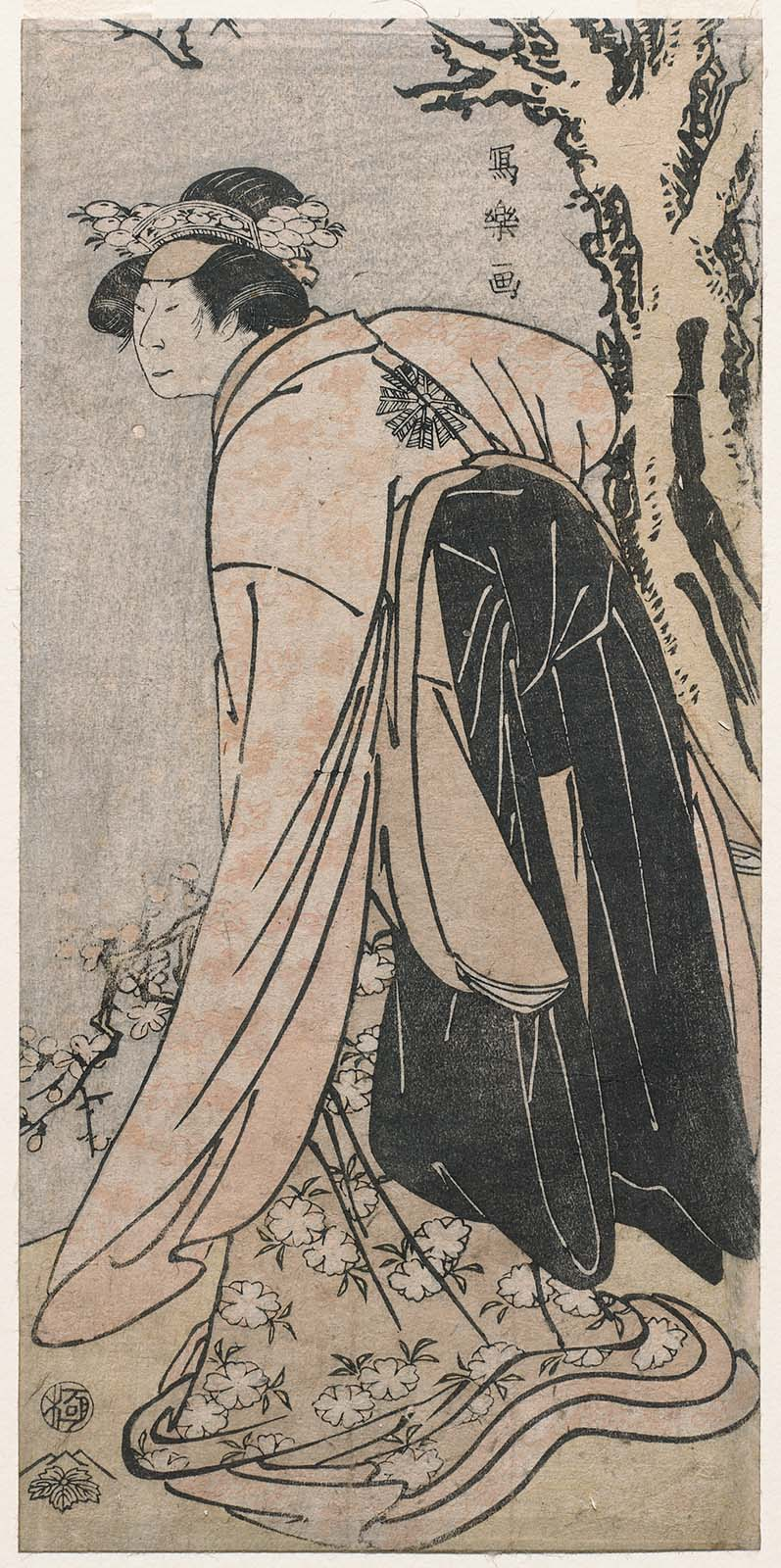
Nakamura Noshio II trong vai Konohana, Con gái của Ki no Tsurayuki
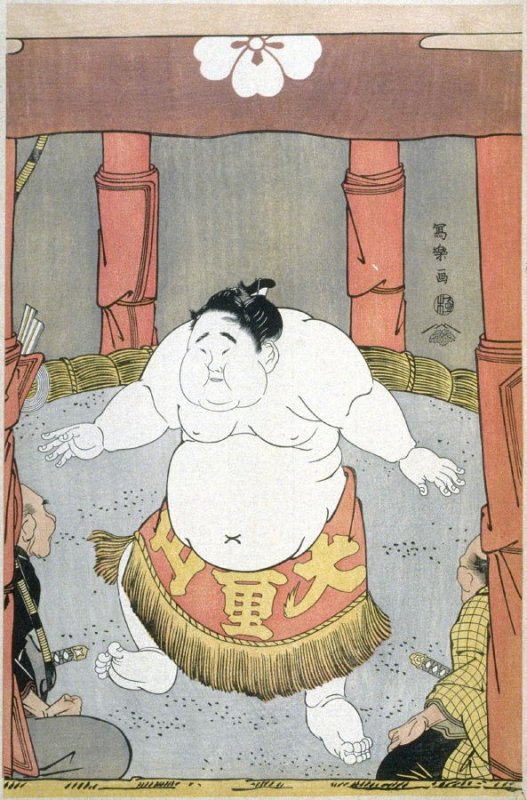
Daidōzan Bungorō trên võ đài Dohyō

### Giai đoạn thứ tư
10 bản in hosoban và 5 bản aiban tạo nên giai đoạn thứ tư kể từ tháng  đầu tiên của Kansei 7 (1795) bao gồm: [12]
- 3 bản in về Nido no Kake Katsuiro Soga tại Kiri-za;
- 7 bản về Edo Sunago Kichirei Soga và Godairiki Koi no Fūjime tại Miyako-za;
- 1 bản in về sumo;
- 2 bản in về chiến binh pura-e;
- Và 1 bức tả thần may mắn Ebisu.[17]

## Phân tích về phong cách
Năng lượng và năng động luôn xuất hiện trong các tác phẩm của Sharaku, thay vì đẹp lý tưởng hóa điển hình của ukiyo-e . Ông luôn làm nổi bật các đặc điểm cá nhân như chiếc mũi lớn hay những nếp nhăn của người cao tuổi.
Trên các tác phẩm của mình, Sharaku trọng tâm duy nhất thường là biểu cảm trên khuôn mặt. Khi miêu tả Muneshige Narazaki Sharaku đã có thể "chỉ trong một bản hoạ, miêu tả được hai đến ba cấp độ biểu cảm của nhân vật tạo ra cao trào cho một phân cảnh kịch và màn trình diễn". Ngược lại với các bản in tĩnh của nghệ sĩ đương đại như Katsukawa Shun'ei, người nhấn mạnh vào việc tường thuật lại các đối tượng trong vở kịch, Sharaku tập trung vào tâm lý của các nam diễn viên và vai diễn, tạo nên một "bản biếm họa giống như được phóng đại và vươn lên tầm cao mới của kịch nghệ", theo nhà sử học nghệ thuật David Bell. Thi thoảng một số tác phẩm xuất hiện hai đối tượng, giúp tăng độ tương phản về dáng vẻ của các khuôn mặt, hay một khuôn mặt đẹp đối lập với một thứ khác đơn giản hơn.
Hầu hết các nghệ sĩ ukiyo-e đều có được kinh nghiệm học tập và phát triển trong những môi trường nghệ thuật, như trường Torii hoặc trường Utagawa. Sharaku thì không, điều này ít nhiều góp phần vào thất bại của ông trong việc tìm kiếm một lượng khán giả trung thành. Có một số ít bằng chứng cho thấy ông đã có sẵn kinh nghiệm với nghề thiết kế in trước đó. Tuy nghiên, với những kỹ năng bậc thầy, từ những bản in đầu tiên Sharaku đã thể hiện rõ sự tiên phong trong nghệ thuật, với các góc nhìn chân thực, khác thường để miêu tả đối tượng, sử dụng các kỹ thuật xa xỉ như quét bụi mica ở hậu cảnh. Khởi đầu là vậy, tuy nhiên chất lượng tác phẩm của ông nhanh chóng giảm dần về sau.
Theo Jack Ronald Hillier, thi thoảng có dấu hiệu cho thấy Sharaku đang phải vật lộn với chính phong cách của mình. Hillier so sánh Sharaku với một họa sĩ người Pháp Paul Cézanne, người mà ông tin rằng "phải đấu tranh để thể hiện cái tôi đồng thời bị cản trở và tức giận vì chính những hạn chế về kỹ năng của bản thân".

## Danh tính
Các nghệ sĩ Ukiyo-e thường có địa vị xã hội thấp, thông tin về họ thường khá mơ hồ; Sharaku lại là một trường hợp đặc biệt trong đó. Thân phận của ông là một đề tài nghiên cứu từ lâu, tuy nhiên mọi thứ vẫn còn rất mờ mịt. Với xuất thân bí ẩn của mình, góp phần thu hút sự quan tâm đến các bản in của ông hơn nữa. Trong số hơn năm mươi giả thuyết được đề xuất, số ít đã được nghiên cứu nghiêm túc nhưng vẫn chưa được chấp nhận rộng rãi.
Trong cuốn sách về lý luận và tính thẩm mỹ trong haiku năm 1776, có hai bài thơ được gán với cái tên Sharaku, một số tài liệu đề cập về một nhà thơ ở Nara có cùng tên xuất hiện trong một bản thảo năm 1776 và một tập thơ năm 1794. Nhưng không có những bằng chứng thực sự nào cho thấy sự liên quan đến nghệ sĩ Sharaku. Một tài liệu về Thần đạo năm 1790 chép lại một người tên Katayama Sharaku là chồng của một đệ tử giáo phái ở Osaka. Không có bất kì thông tin nào thêm về cặp vợ chồng này. Có một số điểm tương đồng giữa các bức chân dung kabuki của Sharaku với những nghệ sĩ cùng thời ở Osaku là Ryūkōsai và Nichōsai, điều này đã tiếp tục thúc đẩy ý tưởng về nguồn gốc Osaka.
Một số bản lịch in hiếm hoi khác từ năm 1789 đến 1790 có bút danh "Sharakusai" cũng không được bỏ qua, do có số nét tương đồng trong phong cách với những tác phẩm của Sharaku.
Dù còn nhiều tranh cãi, các tác phẩm của Sharaku được cho là liên quan đến mặt nạ của kịch nghệ Noh;  từ các chấp nối của nhiều tài liệu gợi ý cho những nhà nghiên cứu suy rằng Sharaku là một kịch sĩ Noh phục vụ dưới thời lãnh chúa của tỉnh Awa, tỉnh Tokushima ngày nay. Trong số những tài liệu cũng đề cập đến Sharaku qua đời từ khoảng năm 1804 đến 1807, bao gồm một bản thảo thời Meiji chỉ rõ vào ngày thứ mười bảy tháng thứ năm năm 1806, ngôi mộ của ông được đánh dấu trong Đền Kaizenji ở Asakusa ở Edo. Một số giả thuyết tương tự khác, một phần không chính thống, cho rằng Sharaku là diễn viên Noh Saitō Jūrōbei, Harutō Jizaemon, hay Harutō Matazaemon.  
Năm 1968  Tetsuji Yura đề xuất Sharaku chính là Hokusai. Nhận định này cũng xuất hiện trong Ukiyo-e Ruikō (浮世絵類考, "Những suy nghĩ khác nhau về Ukiyo-e "), các bản in của Sharaku xuất hiện trong thời kỳ mà phong độ của Hokusai đang giảm sút. Mặc dù ông được biết đến chủ yếu cho các bức danh lam thắng cảnh vào thế kỷ 19  nhưng trước khi Sharaku xuất hiện, Hokusai cũng đã sáng tác hơn một trăm bức chân dung kịch sĩ, cho đến năm 1794. Hokusai đã thay đổi nghệ danh hàng chục lần trong suốt thời gian hành nghề lâu năm của mình bởi sự kiểm duyệt của chính phủ theo Cải cách Kansei ,đó cũng có thể đã thúc đẩy ông chọn một nghệ danh mới để cách biệt các bức chân dung mới của mình với tác phẩm khác. Các nghệ sĩ ukiyo-e thường không tự chạm khắc gỗ, nên việc thay đổi thợ khắc có thể lý giải cho sự khác biệt về chất lượng sản phẩm.

Những danh tính được đề xuất khác bao gồm nhà xuất bản của Sharaku là Tsutaya hoặc bố vợ của Tsutaya; hay các nghệ sĩ khác như Utamaro, Torii Kiyomasa, Utagawa Toyokuni hoặc Maruyama Ōkyo; họa sĩ kiêm nhà thơ Tani Bunchō; nhà văn Tani Sogai; một nghệ sĩ Hà Lan giấu tên; hoặc thực sự là một nhóm ba người. Một đề xuất khác là tác giả Santō Kyōden; Tani Minezou lập luận rằng rằng sự nghiệp ngắn ngủi của Sharaku diễn ra đồng thời với việc Kyōden tạm ngừng viết gesaku, vì đau buồn trước cái chết bất ngờ của người vợ Kikuzono vào khoảng năm 1793.

## Di sản để lại
Dù các bức chân dung của Sharaku không được đón nhận đúng mực của công chúng Edo. Vẫn xuất hiện nhiều bản sao của các tác phẩm thời kỳ đầu tiên, cho thấy chúng vẫn phổ biến hơn các tác phẩm sau này; hầu như chỉ có một bản duy nhất đến từ các thời kỳ sau.
So với những nghệ sĩ đương thời như Utamaro, người cũng theo đuổi lối phong cách thực tế, thể hiện đề tài của mình theo cách tích cực, ước lệ hơn. Sharaku không cố tránh đi việc mô tả các khía cạnh ít đặc sắc các đối tượng của mình, ông là "người truyền tải sự thô tục" nhà sử học nghệ thuật thế kỷ 19 Ernest Fenollosa cho hay. Một dòng chữ trên bức chân dung năm 1803 của Utamaro dường như nhằm để chỉ trích cách tiếp cận này của Sharaku;  xuất hiện tám năm sau khi Sharaku biến mất, cho thấy cái tên Sharaku vẫn luôn hiện hữu bằng cách nào đó, mặc dù ông không nhận được nhiều sự đồng thuận.

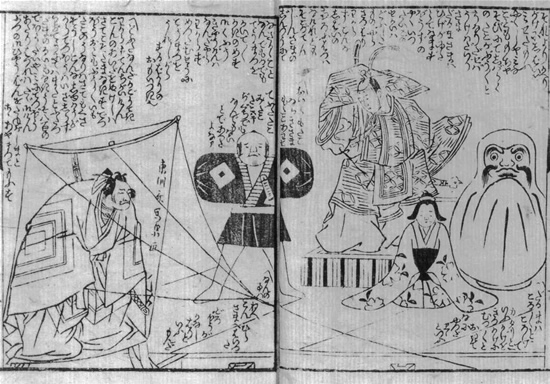
Nhân vật Ichikawa Ebizō IV của Sharaku xuất hiện trên một chiếc diều, một trang trong Shotōzan Tenarai Hōjō (1796), tác giả Jippensha Ikku

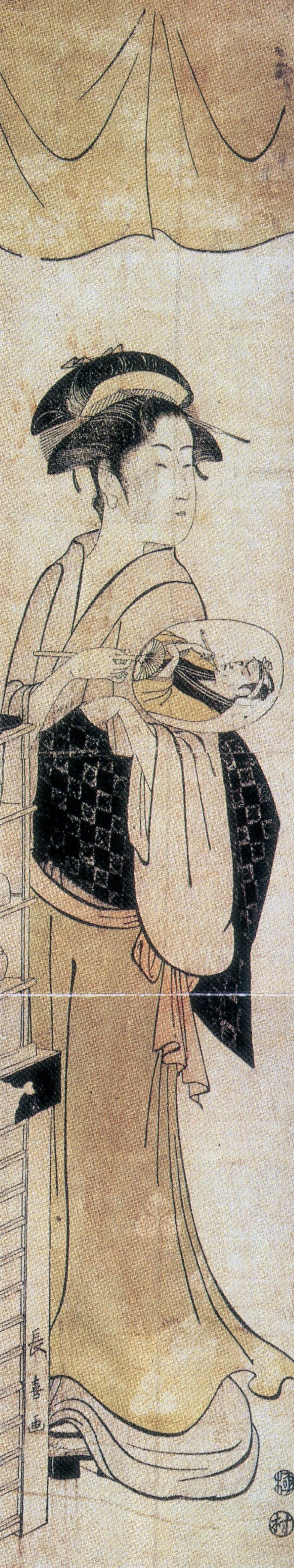
Eishōsai Chōki; Takashimaya O-Hisa, 1790s

Một bức chân dung về Takashimaya O-Hisa của Eishōsai Chōki cầm một chiếc quạt cầm tay được trang trí bức Kōshirō Matsumoto IV trong vai Sakanaya Gorobee của Sharaku trên đó. Một con diều được minh họa trong cuốn sách Shotōzan Tenarai Hōjō (1796) của Jippensha Ikku cũng xuất hiện tác phẩm của Sharaku về kịch sĩ kabuki Ichikawa Ebizō IV; một văn bản khác viết theo lối chơi chữ, biệt ngữ và lộng ngữ lý giải cho sự suy giảm về chất lượng các tác phẩm sau này của ông, cũng như sự kiện Sharaku rời khỏi giới ukiyo-e, bao gồm cả suy đoán rằng ông đã bị bắt và cầm tù. Cuốn sách của Ikku xuất bản bởi Tsutaya (cũng là nhà xuất bản của Sharaku) cuối năm 1794, là cuốn sách đề cập đến Sharaku sớm nhất. Ukiyo-e Ruikō, tác phẩm lâu đời nhất còn tồn tại về ukiyo-e, chứa lời phê bình trực tiếp lâu đời nhất về tác phẩm của Sharaku: 
"Sharaku thiết kế chân dung của các nghệ sĩ kịch kabuki, bởi sự tả thực của mình, tác phẩm của ông không được công nhận rộng rãi, và cùng với sự nghiệp ngắn ngủi, kết thúc sau khoảng một năm."

Ukiyo-e Ruikō là một cuốn sách không được công bố chính thức, mà chỉ là một bản sao được sao chép bằng tay qua nhiều thế hệ, với những thay đổi lớn về nội dung, một số trong đó đã tạo tiền đề cho suy đoán về danh tính của Sharaku, [45] trong đó có một bản  gọi Sharaku là "Hokusai II" 
Shikitei Sanba đã viết vào năm 1802, minh hoạ các nghệ sĩ ukiyo-e hiện đang hoặc không hoạt động cũng như trường học của họ thành một tấm bản đồ; Sharaku được miêu tả ở đây là một nghệ sĩ không còn hoạt động, ông được ví như một hòn đảo cô độc ít người biết đến. Đầu thế kỷ 19, một nhà văn tên Katō Eibian cho rằng Sharaku "nên được ca ngợi bởi sự tinh tế và thẳng thắn của ông".

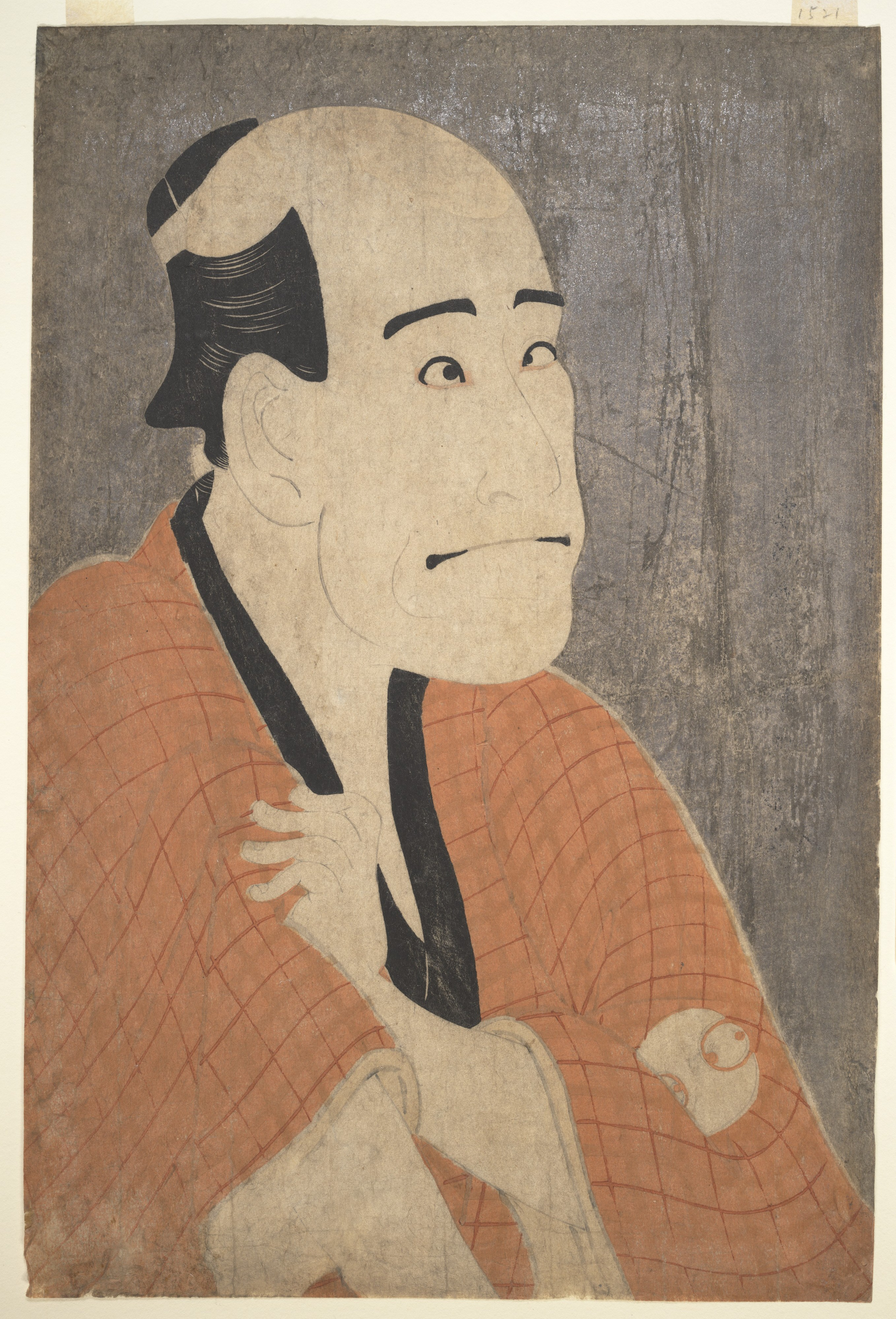
Arashi Ryūzō I trong Ishibe Kinkichi (1794) đã thiết lập một mức giá kỷ lục cho một bản in ukiyo-e từng được bán đấu giá.

Tác phẩm của Sharaku rất phổ biến đối với các nhà sưu tập châu Âu, nhưng hiếm khi được đề cập đến cho đến khi cuốn sách của nhà sưu tập người Đức Julius Kurth tên Sharaku, xuất bản năm 1910. Kurth xếp các bức chân dung của Sharaku đứng chung với Rembrandt, Velázquez, đồng thời à khẳng định Sharaku là diễn viên kịch Noh tên Saitou Jūrōbei. Cuốn sách kích thích sự quan tâm của quốc tế đối với nghệ sĩ này, làm tiền đề cho việc đánh giá lại nhằm đưa Sharaku trở thành một trong những bậc thầy ukiyo-e vĩ đại nhất. Trong cuốn Bàn về Những bản in Nhật Bản năm 1915, Arthur Davison Ficke tuyên bố: "Sharaku là một thiên tài đứng ở vị trí cao nhất, với một sự vĩ đại, cao siêu và khủng khiếp". Tác phẩm chuyên sâu đầu tiên về Sharaku là The Surviving Works of Sharaku của Harold Gould Henderson và Louis Vernon Ledoux năm 1939. Một số bức chân dung như Ōtani Oniji III trở nên đặc biệt nổi tiếng.
Hơn 600 bản in của Sharaku được biết đến; chỉ còn khoảng 100 bản ở lại Nhật Bản. Chúng nằm rải rác trong các bộ sưu tập khắp thế giới, gây khó khăn chung cho giới nghiên cứu Nhật Bản và phương Tây. Các nhà nghiên cứu Nhật Bản có kiến thức tốt và được tiếp cận nhiều tài liệu liên quan hơn. Mặt khác, các tác phẩm của Sharaku có xu hướng nằm trong các bộ sưu tập phương Tây, bao gồm cả các bản in mà chỉ có một bản sao duy nhất được biết đến— khoảng ba chục bản. Các bản in ōban của Sharaku với nền mica thường có giá cao hơn trung bình, mặc dù chúng chỉ có thể được suy đoán do ít được ghi chép.  Các bản in ngày nay được định giá tùy theo kích thước, điều kiện và chất lượng của chúng. Giá bán đấu giá tăng đều đặn từ đầu thế kỷ 19 đến 20: đối với một bản in có nền mica được bán ở Nhật Bản đã tăng từ 15 yên (khoảng một phần ba mức lương hàng tháng của một nhân viên ngân hàng) vào năm 1895 lên 300 yên vào năm 1915. Bức Arashi Ryūzō I trong vai Ishibe Kinkichi được bán tại Sotheby với giá 25000 đô la Mỹ năm 1975, tại Christie là 22000 bảng Anh năm 1989, và € 389.000 tại Piasa, Paris năm 2009, thiết lập mức giá kỷ lục cho một bản in Sharaku.
Những khó khăn trong việc xác định khoảng thời gian hành nghề của Sharaku nay cũng đã trở nên rõ ràng. Các bản in không đề ngày. Lần đầu, Kurth đề xuất rằng chúng kéo dài chín năm từ1787 đến 1795. Nghiên cứu sâu hơn của Kazuo Inoue (ja) đã giảm thời gian xuống còn 17 tháng đó là từ 1794 đến 1795, đến Henderson và Ledoux tiếp tục thu hẹp xuống còn 10 tháng cũng trong năm đó. Những nghiên cứu này được dựa trên việc so sánh các chương trình và niên đại của nhà hát.
Nhà làm phim Liên Xô Sergei Eisenstein tin rằng chủ nghĩa hiện thực không phải là phương thức biểu đạt duy nhất. Ông nhận thấy Sharaku "thoái thác các tiêu chuẩn thông thường" ,thoát khỏi chủ nghĩa hiện thực và những tỷ lệ giải phẫu nghiêm ngặt để đạt được hiệu ứng cảm xúc, biểu cảm khác lạ.
Năm 1983 chứng kiến sự xuất hiện của tiểu thuyết Phantom Sharaku tác giả Akiko Sugimoto  Một cuốn tiểu thuyết khác với nhân vật chính là Tsutaya  tên Vụ án mạng Sharaku của Katsuhiko Takahashi. Năm 1995 Masahiro Shinoda đạo diễn một bộ phim hư cấu về sự nghiệp của Sharaku tên Sharaku.

## Giới thiệu
1. ↑  Fitzhugh 1979, tr. 27.
2. ↑  Kobayashi 1982, tr. 67–68.
3. ↑  Kobayashi 1997, tr. 80–83.
4. ↑  Kobayashi 1997, tr. 91.
5. ↑  Kondō 1956, tr. 14.
6. ↑  Gotō 1975, tr. 81.
7. 1 2  Yamaguchi 2002, tr. 231.
8. ↑  Iwata 2013, tr. 73.
9. ↑  Gotō 1973, tr. 79.
10. 1 2  Gotō 1973, tr. 80.
11. 1 2 3  Narazaki 1994, tr. 89.
12. 1 2 3 4 5 6  Kondō 1955.
13. 1 2 3 4  Narazaki 1994, tr. 74.
14. 1 2  Gotō 1973, tr. 81.
15. ↑  Gotō 1973, tr. 81–82.
16. 1 2 3  Gotō 1973, tr. 82.
17. 1 2 3 4  Gotō 1973, tr. 83.
18. ↑  Tanaka 1999, tr. 165.
19. ↑  Narazaki 1994, tr. 75.
20. ↑  Bell 2004, tr. 269.
21. ↑  Bell 2004, tr. 104.
22. 1 2  Hillier 1954, tr. 23.
23. 1 2  Gotō 1973, tr. 87.
24. ↑  Narazaki 1994, tr. 67, 76.
25. ↑  Nakano 2007, tr. ii, iv.
26. ↑  Nakano 2007, tr. ii.
27. 1 2 3  Narazaki 1994, tr. 76.
28. ↑  Narazaki 1994, tr. 77.
29. ↑  Narazaki 1994, tr. 77–78.
30. ↑  Narazaki 1994, tr. 78.
31. ↑  Narazaki 1994, tr. 78–79.
32. ↑  Narazaki 1994, tr. 85–86.
33. ↑  Tanaka 1999, tr. 189.
34. 1 2  Tanaka 1999, tr. 164.
35. ↑  Tanaka 1999, tr. 187–188.
36. 1 2 3  Tanaka 1999, tr. 179.
37. ↑  Tanaka 1999, tr. 166.
38. ↑  Nakano 2007, tr. iii.
39. ↑  Tani, Minezō (1981). Sharaku shinkō: Sharaku wa Kyōden datta!. Japan: Bungei shunshū. ISBN 4163370706.
40. ↑  Narazaki 1994, tr. 74, 85–86.
41. ↑  Narazaki 1994, tr. 86.
42. 1 2  Narazaki 1994, tr. 83–85.
43. ↑  Narazaki 1994, tr. 85.
44. 1 2  Tanaka 1999, tr. 184.
45. ↑  Hockley 2003, tr. 3.
46. ↑  Hendricks 2011.
47. ↑  Bell 2004, tr. 11.
48. ↑  Münsterberg 1982, tr. 101.
49. ↑  Tanaka 1999, tr. 174.
50. 1 2  Yamaguchi 1994, tr. 135.
51. ↑  Gotō 1973, tr. 78.
52. ↑  Kobayashi & Ōkubo 1994, tr. 216.
53. ↑  Ōkubo 2013, tr. 31.
54. ↑  Ōkubo 2013, tr. 32.
55. ↑  Kobayashi & Ōkubo 1994, tr. 216—217.
56. ↑  AFP staff 2009.
57. ↑  Fabe 2004, tr. 198.
58. ↑  Fabe 2004, tr. 197–198.
59. ↑  Schierbeck & Edelstein 1994, tr. 290.
60. ↑  Lee 2014.
61. ↑  Crow 2010.

### Công trình được trích dẫn
- AFP staff (ngày 16 tháng 10 năm 2009). "Print by Japan's Toshusai Sharaku sold for record price". AFP. Bản gốc lưu trữ ngày 3 tháng 3 năm 2014. Truy cập ngày 7 tháng 12 năm 2013.
- Bell, David (2004). Ukiyo-e Explained. Global Oriental. ISBN 978-1-901903-41-6.
- Crow, Jonathan (2010). "Sharaku (1995)". The New York Times. Bản gốc lưu trữ ngày 13 tháng 11 năm 2013. Truy cập ngày 21 tháng 1 năm 2015.
- Fabe, Marilyn (2004). Closely Watched Films: An Introduction to the Art of Narrative Film Technique. University of California Press. ISBN 978-0-520-93729-1. Bản gốc lưu trữ ngày 2 tháng 4 năm 2008. Truy cập ngày 13 tháng 7 năm 2020.
- Fitzhugh, Elisabeth West (1979). "A Pigment Census of Ukiyo-E Paintings in the Freer Gallery of Art". Ars Orientalis. Quyển 11. Freer Gallery of Art, The Smithsonian Institution and Department of the History of Art, University of Michigan. tr. 27–38. JSTOR 4629295.
- Gotō, Shigeki, biên tập (1973). Ukiyo-e Taikei 浮世絵大系 [Ukiyo-e Compendium] (bằng tiếng Nhật). Quyển 7. Shūeisha. OCLC 703799716.
- Gotō, Shigeki, biên tập (1975).  浮世絵大系 [Ukiyo-e Compendium] (bằng tiếng Nhật). Quyển 5. Shueisha. OCLC 703810551.
- Hendricks, Jim (ngày 26 tháng 2 năm 2011). "Expressions of a Master". Albany Herald. Bản gốc lưu trữ ngày 21 tháng 1 năm 2015. Truy cập ngày 21 tháng 1 năm 2015.
- Hillier, Jack Ronald (1954). Japanese Masters of the Colour Print: A Great Heritage of Oriental Art. Phaidon Press. OCLC 1439680. Bản gốc lưu trữ ngày 27 tháng 6 năm 2020. Truy cập ngày 13 tháng 7 năm 2020.
- Hockley, Allen (2003). The Prints of Isoda Koryūsai: Floating World Culture and Its Consumers in Eighteenth-century Japan. University of Washington Press. ISBN 978-0-295-98301-1.
- Iwata, Hideyuki (2013). "Kenkyū Nōto: "Tōjūsai" no Yomikata ni tsuite" 研究ノート 「東洲斎」の読みについて [Research Note: About the Reading of a "Tōjūsai"]. Ukiyo-e Geijutsu. Số 165. International Ukiyo-e Association. tr. 73–79. ISSN 0041-5979.
- Kobayashi, Tadashi (1982). Utamaro: Portraits from the Floating World. Translated Mark A. Harbison . Kodansha. ISBN 4-7700-2730-3.
- Kobayashi, Tadashi; Ōkubo, Jun'ichi (1994). Ukiyo-e no Kanshō Kiso Chishiki 浮世絵の鑑賞基礎知識 [Fundamentals of Ukiyo-e Appreciation] (bằng tiếng Nhật). Shibundō. ISBN 978-4-7843-0150-8.
- Kobayashi, Tadashi (1997). Ukiyo-e: An Introduction to Japanese Woodblock Prints. Kodansha International. ISBN 978-4-7700-2182-3.
- Kondō, Ichitarō (1955). Toshusai Sharaku. Tuttle Publishing. Bản gốc lưu trữ ngày 14 tháng 12 năm 2013. Truy cập ngày 13 tháng 7 năm 2020. (pages unnumbered)
- Kondō, Ichitarō (1956). Kitagawa Utamaro (1753–1806). Charles S. Terry biên dịch. Tuttle. OCLC 613198. Bản gốc lưu trữ ngày 18 tháng 7 năm 2014. Truy cập ngày 13 tháng 7 năm 2020.
- Lee, Andrew (ngày 21 tháng 6 năm 2014). "The Case of the Sharaku Murders". The Japan Times. Bản gốc lưu trữ ngày 27 tháng 6 năm 2014. Truy cập ngày 21 tháng 1 năm 2015.
- Münsterberg, Hugo (1982). The Japanese Print: A Historical Guide. Weatherhill. ISBN 978-0-8348-0167-7.
- Nakano, Mitsutoshi (2007). Sharaku: Edojin to shite no jituzō 写楽: 江戸人としての実像 [Sharaku: True portrait as an Edoite] (bằng tiếng Nhật). Chūōkōron. ISBN 978-4-12-101-886-1.
- Narazaki, Muneshige (1994). Sharaku: The Enigmatic Ukiyo-e Master. Bonnie F. Abiko biên dịch. Kodansha America. ISBN 978-4-7700-1910-3.
- Ōkubo, Jun'ichi (2013). Ukiyo-e Shuppan-ron 浮世絵出版論 [On Ukiyo-e Publishing] (bằng tiếng Nhật). Fujiwara Printing. ISBN 978-4-642-07915-0.
- Schierbeck, Sachiko Shibata; Edelstein, Marlene R. (1994). Japanese Women Novelists in the 20th Century: 104 Biographies, 1900–1993. Museum Tusculanum Press. ISBN 978-87-7289-268-9.
- Tanaka, Hidemichi (1999). "Sharaku Is Hokusai: On Warrior Prints and Shunrô's (Hokusai's) Actor Prints". Artibus et Historiae. Quyển 20 số 39. IRSA. tr. 157–190. JSTOR 1483579.
- Yamaguchi, Keizaburō (1994). Sharaku no Zenbō 写楽の全貌 / (bằng tiếng Nhật). Tōkyō Shoseki. ISBN 978-4-487-79075-3.
- Yamaguchi, Keizaburō (2002). "Tōshūsai Sharaku no Sakuhin to Sono Kenkyū". Trong Asano, Shūgō; Suwa, Haruo; Yamaguchi, Keizaburō (biên tập). Tōshūsai Sharaku: Gensun Daizensakuhin 東洲斎写楽: 原寸大全作品 [Tōshūsai Sharaku: Full-sized Complete works]. Shōgakukan. tr. 231–240. ISBN 978-4-7791-1806-7.

## Liên kết ngoại
- Toshusai Sharaku Online
- Metropolitan Museum of Art
- "Sharaku" JPN-MIYABI
- Image scans at Ukiyo-e.org